# Centrale idroelettrica Bonomi
La centrale «Gaetano Bonomi» di Dervio (provincia di Lecco) è una centrale idroelettrica che sfrutta le acque del bacino del torrente Varrone, affluente del Lago di Como. È di proprietà di Enel Green Power.

## Descrizione
La centrale è formata da due fabbricati posti sulla riva del lago. Gli edifici furono realizzati in pietra di Moltrasio in stile neoromanico.
La captazione delle acque del torrente Varrone avviene alla diga di Premana tramite una condotta forzata.
(Gaetano Bonomi)

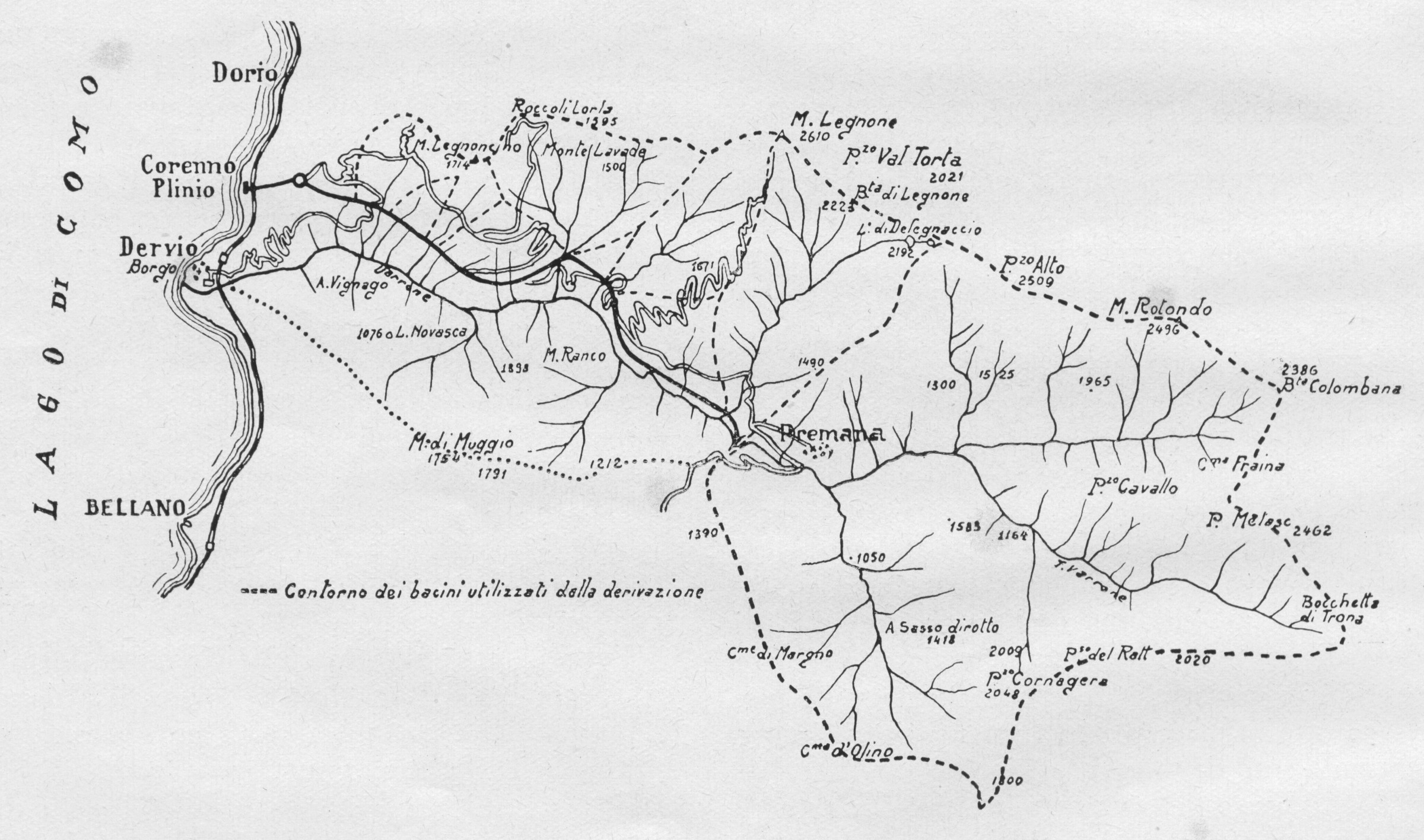
Bacino del torrente Varrone
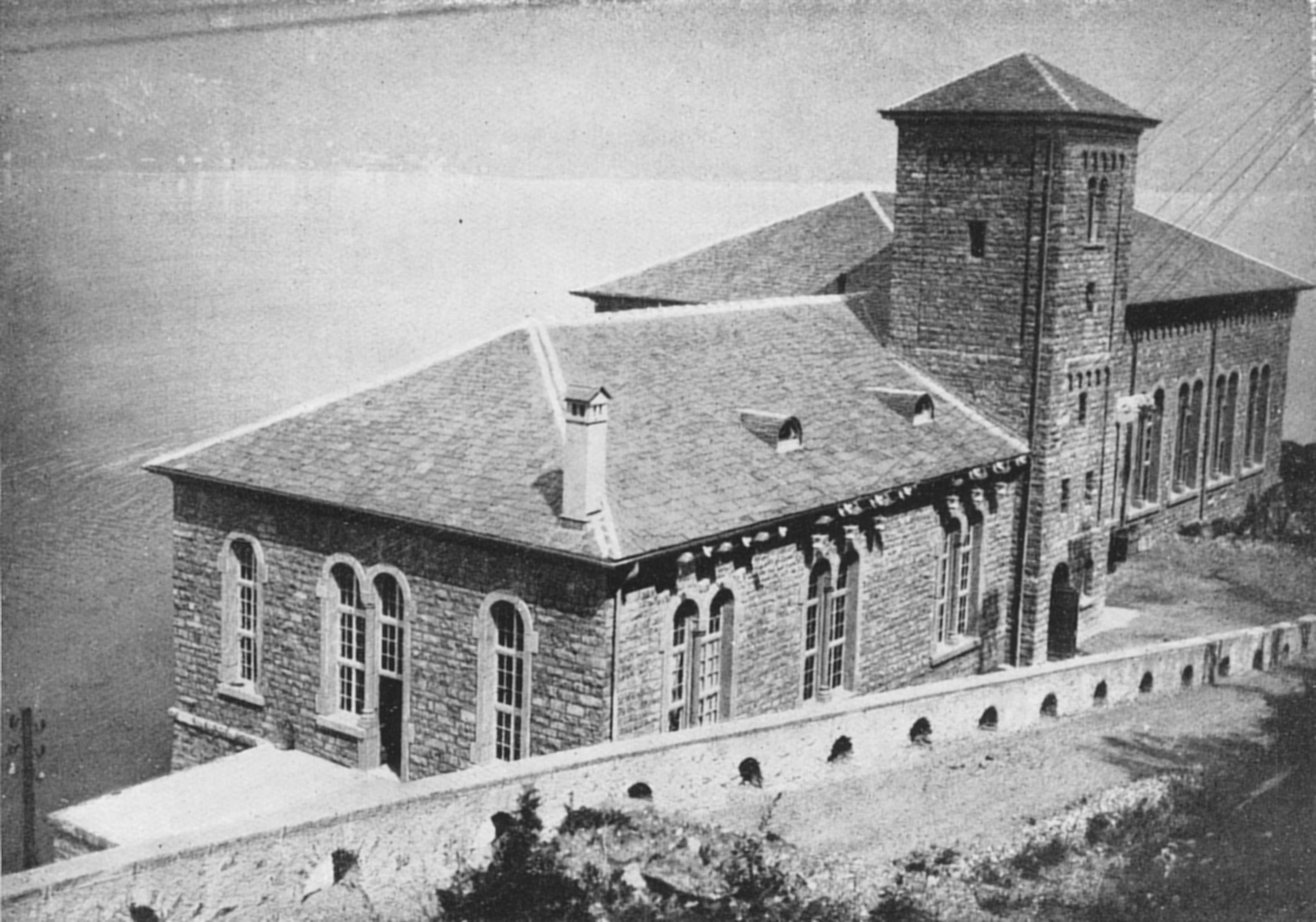
La centrale (1924)
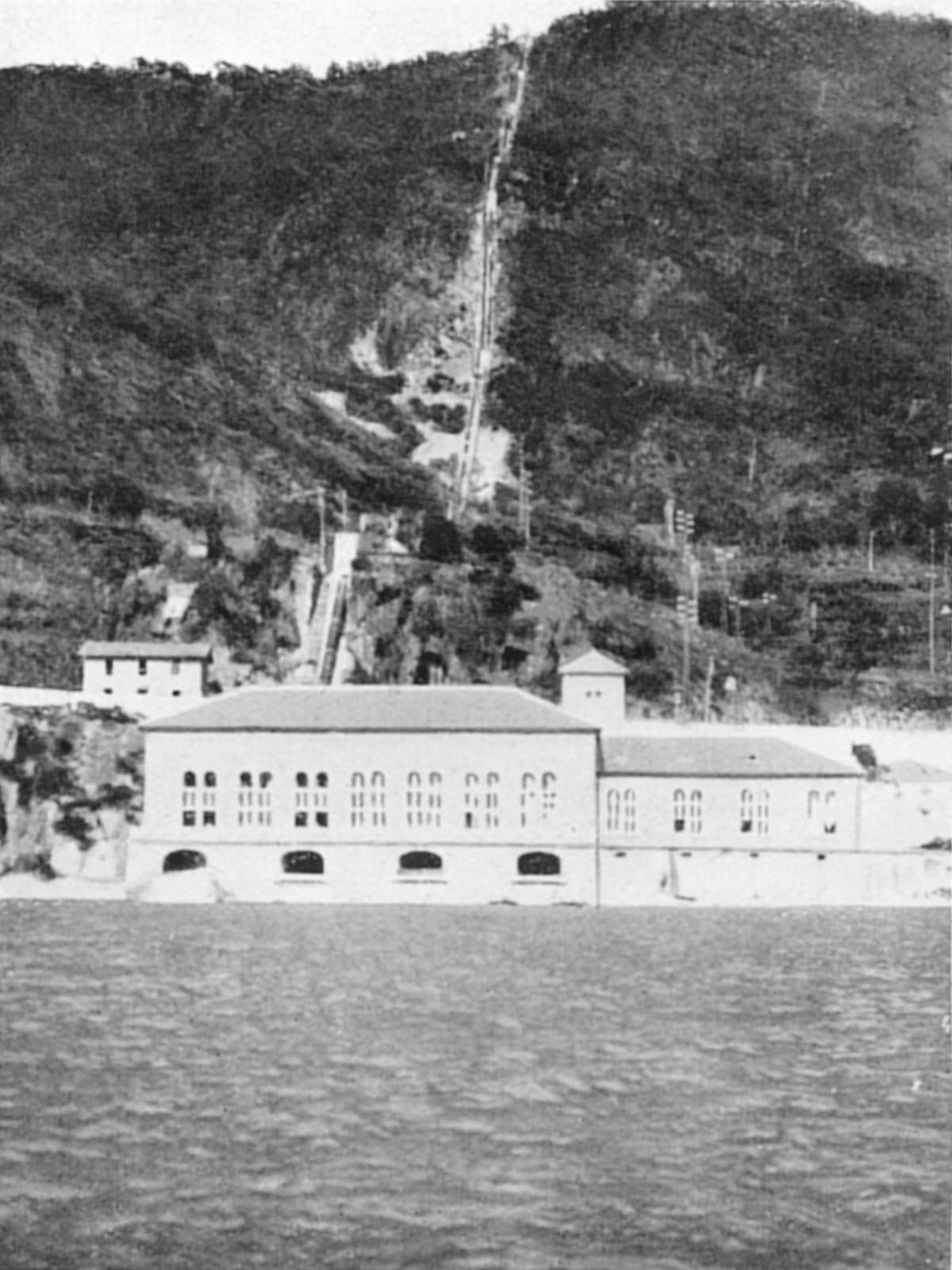
La centrale dal lago (1924)